# Vinnie Colaiuta (álbum)
| Críticas profissionais | Críticas profissionais |
| Avaliações da crítica  | Avaliações da crítica  |
| Fonte                  | Avaliação              |
| ---------------------- | ---------------------- |
| Allmusic               | [ 1 ]                  |

Vinnie Colaiuta é o primeiro álbum solo do renomado baterista estadunidense Vinnie Colaiuta. Foi gravado em Julho de 1994, e lançado ainda no mesmo ano.
O álbum conta com as participações especiais de Jeff Beal, Chick Corea, David Goldblaff, Herbie Hancock, Bert Karl, Mike Landau, Tim Landers, Dominic Miller, Mike Miller, Ron Moss, Pino Palladino, John Patitucci, David Sancious, Sting, Neil Stubenhaus e Steve Tavaglione.

## Faixas
Todas as músicas foram compostas por Vinnie Colaiuta.
| N.º            | Título                                  | Compositor(es)  | Duração |  |
| 1.             | "I'm Tweeked/Attack of the 20 LB Pizza" | Vinnie Colaiuta | 6:19    |  |
| 2.             | "Private Earthquake: Error 7"           | Vinnie Colaiuta | 7:21    |  |
| 3.             | "Chauncey"                              | Vinnie Colaiuta | 9:36    |  |
| 4.             | "John's Blues"                          | Vinnie Colaiuta | 5:23    |  |
| 5.             | "Slink"                                 | Vinnie Colaiuta | 5:54    |  |
| 6.             | "Darlene's Song"                        | Vinnie Colaiuta | 5:41    |  |
| 7.             | "Momoska (Dub Mix)"                     | Vinnie Colaiuta | 8:02    |  |
| 8.             | "Bruce Lee"                             | Vinnie Colaiuta | 5:59    |  |
| Duração total: | Duração total:                          | Duração total:  | 54:15   |  |

| Extended Version Bonus Track |                  |         |  |
| N.º                          | Título           | Duração |  |
| 13.                          | "If One Was One" | 3:26    |  |

## Créditos Musicais
- Vinnie Colaiuta - Bateritas, Teclados, Baixo, Sintetizador, Synth Loop, Sample Programming, Synth Programming, Shekere, Timbales, Triangulo, Conga, Bass Programming, Eletric Razor, Production
- Michael Landau - Guitarras (Faixas 1, 8 e 9)
- Dominic Miller - Guitarras (Faixas, 3, 4 e 6)
- Mike Miller - Guitarra (Faixa 4, 5 e 6), Violão de Nylon
- Sting - Baixo Elétrico (Faixa 3)
- Neil Stubenhaus - Baixo Elétrico (Faixas 1, 8 e 9)
- Pino Palladino - Baixo Elétrico (Faixa 2)
- Tim Landers - Baixo Elétrico (Faixa 5)
- Sal Monilla - Baixo Elétrico (Faixa 7)
- John Patitucci - Baixo Acústico (Faixa 6)
- David Sancious - Órgão (Faixa 2)
- Steve Tavaglione - Sax Tenor (Faixas 2 a 7), Sax Soprano
- David Goldblatt - Synthesizers, Rhodes
- Jeff Beal - Muted Trumpet, Flugelhorn
- Chick Corea - Piano Acústico (Faixa 6), Produção
- Herbie Hancock - Piano Solo (Faixa 7)
- Bert Karl - Tambourine Shakers, Percussão (Faixa 7)
- Ron Moss - Trombone (Faixa 8), Produção
- Lou Canova - Sons Adicionais